# Harry Isaacs
Harry Isaacs (n. 26 ianuarie 1908, Johannesburg, Africa de Sud – d. 13 septembrie 1961, Johannesburg, Africa de Sud) a fost un boxer ce a reprezentat Africa de Sud, medaliat olimpic. A participat la o ediție a Jocurilor Olimpice (1928) în care a câștigat o medalie de bronz.

## Participări
Lista de mai jos prezintă principalele competiții la care a participat Harry Isaacs de-a lungul carierei.
- boxing at the 1928 Summer Olympics – bantamweight[*]